# Pavlo (Lebiď)
Pavlo (světským jménem: Petro Dmytrovyč Lebiď; * 19. dubna 1961, Borbyn) je ukrajinský duchovní Ukrajinské pravoslavné církve Moskevského patriarchátu, metropolita vyšhorodský a černobylský, vikář kyjevské eparchie a představený Kyjevskopečerské lávry.

## Život
Narodil se 19. dubna 1961 ve vesnici Borbyn Rovenské oblasti.
Navštěvoval Dovhošyjskou střední školu a školu sovětského obchodu v Lucku.
V letech 1981–1983 sloužil v řadách Sovětské armády. Od roku 1984 studoval na Moskevském duchovním semináři.
Dne 24. května 1986 byl rektorem Moskevského duchovního semináře arcibiskupem dmitrovským Alexandrem (Timofejevem) rukopoložen na diákona.
Dne 7. ledna 1988 byl arcibiskupem volynským a rovenským Varlaamem (Iljuščenkem) rukopoložen na jereje.
Po dokončení studií na Moskevské duchovní akademii začal sloužit ve vesnici Nyzkynyči.
Dne 26. června 1989 byl postřižen na monacha se jménem Pavlo na počest svatého apoštola Pavla.
Dne 30. května 1992 byl povýšen na archimandritu.
Dne 30. března 1994 byl jmenován představeným Kyjevskopečerské lávry.
Dne 19. dubna 1997 byl rukopoložen na biskupa vyšhorodského a vikáře kyjevské eparchie.
Dne 27. prosince 2002 se stal předsedou Synodní komise pro záležitosti monastýrů.
Dne 9. července 2003 byl povýšen na arcibiskupa.
Dne 1. května 2011 byl povýšen na metropolitu a titulem vyšhorodský a černobylský.
Dne 14. června 2011 se stal stálým členem Svatého synodu Ukrajinské pravoslavné církve.
Dne 26. srpna 2011 byl potvrzen ve funkci předsedy synodní komise.
Od 26. ledna do 8. května 2012 dočasně spravoval kyjevskou eparchii.
V červnu 2012 vážně onemocněl a byl hospitalizován s vysokou horečkou a bolestí u srdce. Během pobytu v nemocnici byla zjištěna v krvi koncentrace arsenu a rtuti. Podle svých slov nikoho z otravy nepodezříval a nehodlal přijmout žádná mimořádná opatření.
Dne 19. dubna 2016 mu bylo uděleno právo nosit druhou panagii.
Je zastáncem Ukrajinské pravoslavné církve Moskevského patriarchátu a odpůrcem Pravoslavné církve Ukrajiny.
V lednu 2023 bylo proti němu zahájeno trestní řízení. Byl zatčen a obviněn z údajného podněcování mezináboženské nenávisti a popírání ruské agrese proti Ukrajině. Dne 1. dubna 2023 byl umístěn do domácího vězení s nošením elektronického náramku. Dne 14. července 2023 byl umístěn do vazby a 7. srpna po složení kauce 33 milionů ukrajinských hřiven (asi 18,5 milionů korun) propuštěn.
Dne 14. srpna 2023 byl převezen do nemocnice, kde podstoupil operaci srdce.
Dne 30. dubna 2024 mu byl odstraněn elektronický náramek, ale jeho proces stále pokračuje.